# La maldición del paraíso
La maldición del paraíso es una telenovela colombiana realizada por Producciones JES para el Canal A. Es una historia de Caín y Abel llevada a la pantalla chica.
Está protagonizada por María Elena Döehring, Alejandro Martínez y Felipe Noguera, con las participaciones antagónicas de Pepe Sánchez y Helena Mallarino y con las actuaciones estelares de Humberto Dorado, Gloria Gómez, Alejandra Borrero, Marcelo Cezan, Angie Cepeda y Teresa Gutiérrez.

## Sinopsis
Camila Sinisterra (María Elena Döehring) es una mujer joven y hermosa que se encuentra feliz porque se va a casar con Antonio Rivera (Felipe Noguera), un hombre bueno que está muy enamorado de ella. Los dos viven fuera del país y deciden organizar un viaje para que Camila conozca al resto de la familia. Por cuestiones de horario, Camila llega en un vuelo antes que su esposo; cuando está lidiando con el problema del equipaje, es ayudada por Cristóbal Rivera (Alejandro Martínez), un hombre muy guapo que inmediatamente queda prendado de ella. Ella tampoco se siente indiferente, y ambos tienen una conversación muy animada en el aeropuerto. 
Más tarde, Camila llega a la casa de Doña Sofía vda. de Rivera, la madre de Antonio (María Eugenia Dávila); allí descubre que Cristóbal es el hermano mayor de Antonio y por consiguiente su cuñado, lo que supone una situación incómoda pero no del todo insalvable.
Camila también empieza a descubrir que la madre de Cristóbal y Antonio tiene preferencia por el segundo, mientras tratan al primero con un profundo desprecio. Esto le hace sentir simpatía por Cristóbal, que claramente se ve que lo único que quiere es el amor de su madre. Con el devenir de la historia, se descubre por qué odia Sofía a Cristóbal; en realidad, Cristóbal no es hijo de ella, sino de su marido y la amante de él.
Cristóbal siente celos de Antonio por ser el preferido de su madre y trata por todos los medios de hacerle daño. Inmediatamente urde un plan para quitarle a su mujer y así destruirlo del todo, y comienza a cortejar a Camila sin importarle los sentimientos de su hermano, sino también los de su propia novia (Alejandra Borrero) a quien dice amar de verdad. Cristóbal no tiene que esforzarse mucho, porque Camila pronto cae rendida a sus pies aunque sigue queriendo a Antonio. Ella misma lo dice: "Yo sé lo que es el amor, es lo que siento por Antonio, sin asomo de duda. Pero aunque no sé qué es lo que siento por Cristóbal, lo único que puedo decir es que prefiero morir si no estoy con él."
A medida que avanza la historia, pasan muchas cosas entre Antonio y Cristóbal. El primero se entera de la relación entre su esposa y su hermano, pues ella no sabe mentir y no puede esconder la pasión tan grande que siente. Camila intenta irse a vivir con Cristóbal, pero Cristóbal es muy loco y hace cosas raras todo el tiempo, mientras que Camila está acostumbrada a una vida tranquila con un hombre serio y trabajador como Antonio. 
Antonio reta a Cristóbal a un duelo a pistola y se encuentran en un sitio alejado. Cristóbal, que en realidad siente mucho afecto por su hermano, se siente incapaz de dispararle. Antonio, por su parte, está demasiado enamorado de Camila como para dejar que Cristóbal se quede con ella, y cree que Camila volverá con él si lo mata, pero la vida se encargará de enseñarle que eso no es tan fácil. Antonio le dispara a su hermano y lo hiere de gravedad.
Después del disparo y la lenta recuperación de Cristóbal, Camila decide terminar su relación adúltera para proteger la vida de Cristóbal, y porque la vida a su lado es demasiado desordenada. La joven intenta volver a la normalidad con Antonio, pero es inútil, pues no puede dejar de pensar en Cristóbal, así que se decide a intentar una doble vida: esposa de uno y amante del otro. 
Cristóbal, por su parte, vuelve con su novia e intenta portarse bien, pues en realidad no siente nada por Camila y le avergüenza un poco el haberla usado. El problema es que la propia Camila se encarga de perseguirlo y acosarlo hasta que Cristóbal acepta volver a ser su amante. Cristóbal ha recapacitado y de verdad quiere dejar tranquilo a su hermano, pero Camila está muy enamorada de él y lo presiona hasta que consigue que se fuguen juntos con destino a una isla paradisíaca donde planea olvidarse de todo.
En la isla, Camila se encuentra con un enigmático personaje: una bruja (Lucy Martínez) que parece saber mucho del pasado de ella y su familia. Esa mujer le cuenta a Camila que su madre (Helena Mallarino) mató a su padre para quedarse con su amante (Pepe Sánchez) y una maldición cayó sobre toda su descendencia: Camila, su hermano (Juan Carlos Vargas) y todos los demás. La maldición los condena a no ser felices jamás y a repetir esa historia de odio, traición y muerte entre hermanos hasta el final de los tiempos, a menos que alguien de la familia se sacrifique por todos los demás. Camila queda muy impresionada con esa revelación y aún más cuando, al regresar a la cabaña, se entera de que Cristóbal la ha abandonado y ha regresado a la ciudad.
Camila regresa a la ciudad y busca a Antonio; este está destrozado no solo por la segunda traición y el abandono de su mujer, sino porque Cristóbal estuvo conversando con él y, con toda la frialdad y el cinismo, le dijo: "ya puedes volver con Camila, yo me he cansado de ella". Camila entonces se da cuenta de que ya no hay solución posible y se va a vivir sola a su casa de soltera. Cristóbal, por su parte, sigue con su vida y su renovada sed de venganza, buscando otras formas de herir a su hermano. Mientras tanto, Antonio, sin nada que perder, piensa en diferentes formas de matar a Cristóbal.
Posteriormente, Cristóbal encuentra otra arma contra Antonio cuando descubre que no es hijo de Sofía y Eduardo Rivera, sino un huérfano sin familia que Sofía recogió en la calle para cobrar la herencia de su marido muerto. Antonio queda horrorizado al enterarse, pues eso era lo último que le quedaba por perder: su identidad, su madre y sus raíces.
Mientras tanto, Camila se entera de que está muy enferma; tiene un tumor cerebral, ya en estado avanzado, que la matará si no se opera. Camila decide que esto es una señal del destino; si ella muere, la maldición se detendrá y los dos hermanos dejarán de pelearse e intentar destruirse mutuamente, así que no le cuenta nada a nadie sobre su situación y se recluye en su casa.
Un día, la madre de Camila va a visitar a su hija y la encuentra desmayada en el suelo con los papeles del médico. La señora Sinisterra llama al doctor y se entera de que no queda nada más que hacer por ella, así que decide entonces llevarse a su hija (cuya mente ha retrocedido hasta su etapa en la universidad, cuando era novia de Antonio y no conocía a Cristóbal) a su casa. 
Antonio va a la casa de la madre de Camila por casualidad y se entera de que Camila está allí. Sin saber nada de la enfermedad de Camila, insiste en hablar con su mujer. Pero la señora Sinisterra, que no se atreve a decirle a Antonio que Camila se está muriendo, solo llega a decirle que "ella no está bien" y rompe a llorar. 
Antonio se da cuenta enseguida del mal estado mental de Camila cuando esta lo saluda efusivamente como si fueran novios y empieza a hablar de las amigas de la universidad como si las hubiera visto esa mañana. Antonio decide entonces llevarse a Camila a su casa; la joven vuelve a amarle como en el pasado, pues la enfermedad ha borrado a Cristóbal de su mente. Camila pasa sus últimos días con Antonio en un estado de lucidez mental intermitente. 
Mientras tanto, Cristóbal, que no sabe nada del estado de Camila, sigue con su vida tratando de buscar otras maneras de herir a su hermano, hasta que Federico (Marcelo Cezan) le dice que a quien debería destruir es a sí mismo, pues no podrá vivir con la culpa de saber que Camila no se operó y se sacrificó porque creía que así los salvaría a él y a su hermano. Cristóbal queda traumatizado con la noticia y trata por todos los medios de hablar con Camila o de hacerle llegar un mensaje, pero es absolutamente imposible. 
Cristóbal lo intenta todo, incluso consigue conmover el helado corazón de la malvada Sofía para que intente entregarle una carta a Camila, pero la joven está tan mal, que ni siquiera puede leer la carta. Antonio, que lee la carta de Cristóbal, se conmueve lo suficiente como para entender a su hermano, pero no como para permitirle ver a Camila, pues sabe que a Camila solo le basta con ver a Cristóbal una vez para volver a enamorarse de él, y entonces los meses que han estado juntos y felices se habrán perdido para siempre.
Camila pasa la última noche de su vida entre los dolores provocados por su enfermedad. La joven abre los ojos mientras Antonio duerme y tiene una alucinación con Cristóbal, a quien le dice: "Te perdono", antes de expirar. 
Después del entierro de Camila, Antonio y Cristóbal comienzan a reconciliarse; Antonio conoce a una mujer bella y buena (Kathy Saenz) que le ayuda a sobrellevar la pena. Cristóbal, por su parte, vuelve con su antigua novia y parece estar ya tranquilo. Al final, los hermanos se reconcilian por completo, y en una de las últimas escenas se dan un emotivo abrazo mientras Antonio besa la mejilla de su querido hermano.

## Elenco
- María Helena Doehring - Camila Sinisterra
- Alejandro Martínez - Cristóbal Rivera
- Felipe Noguera - Antonio Rivera
- Helena Mallarino - Eugenia
- Pepe Sánchez (†) - Ricardo
- Humberto Dorado - Alberto
- Gloria Gómez -
- Alejandra Borrero - Amanda
- Marcelo Cezan - Federico
- Angie Cepeda -  Laura
- Juan Carlos Vargas
- Teresa Gutierrez (†) - Fernanda Román
- Jairo Camargo - Marcelo
- María Eugenia Dávila (†) - Doña Sofía Vda. de Rivera
- Alberto Saavedra
- Ana María Kamper -  Luisita de Rivera
- Adriana Davila

ACTUACIONES ESPECIALES:
- Carlos Camacho
- Kathy Sáenz
- Lucy Martínez
- Germán Quintero
- Haydée Ramírez
- Sonia Arrubla

## Premios

### Premios India Catalina
- MEJOR TELENOVELA
- MEJOR ACTRIZ

### Premios Simón Bolívar
- MEJOR TELENOVELA
- MEJOR ACTOR Alejandro Martínez
- MEJOR ACTRIZ DE REPARTO Alejandra Borrero
- MEJOR DIRECTOR Víctor Mallarino
- MEJOR ARGUMENTO Mónica Agudelo

## Versiones
- Secretos del paraíso (2014-2015), producida por Vista Producciones para RCN Televisión y que cuenta con Natalia Durán, Iván López, y Juan Pablo Espinosa como protagonistas, con Jorge Cao y Patricia Tamayo como los antagonistas principales de la historia; cuenta además con las actuaciones estelares de Linda Baldrich, Ernesto Benjumea, Carlos Torres, Susana Rojas, Marcela Gallego y Silvia de Dios.